# 郸城县第一高级中学
郸城县第一高级中学（简称郸城一高）是位于河南周口郸城县的一所高级中学，创建于1951年8月，是河南省示范性普通高中。

## 简介
2012年，郸城一高有23人被清华大学、北京大学录取；2013年，郸城一高有26人被北大和清华录取；2014年，郸城一高有25人被清华、北大录取，其中陈威夺取河南省高考理科状元。
2015年高考全省理科前100名占10人、文科前100名占6人、一本上线1579人，被清华录取16人、被北大录取18人，总计34人被这两大名校录取人数居全国县级高中第一位（清华、北大自主招生通过人数连续4年全省第一），这创造了连续4年累计有108名考生被北大和清华录取的成绩。“郸城一高现象”备受瞩目。
2019年高考，文理科600分以上考生共计773人（其中文科115人，理科658人），位居河南省第一；全校一本上线3456人，位居河南省第一；有43人被清华、北大录取，连续8年被清华、北大录取260人，位居全国县级高中第一。

## 校长
- 刘成章

## 杰出校友
- 张震宇，河南省政协副主席。
- 王天宇，郑州银行董事长。